# 毛泽东思想胜利万岁展览馆
毛泽东思想胜利万岁展览馆，具体名称在各地略有不同，民间通称为万岁馆，是文革初期一类个人迷信的纪念性建筑，主要建造于1968和1969年间，适逢文革狂潮中的建国二十周年纪念，在中国大部分省会城市和其他中等城市均有建造，且建造时通常最大程度调动了当地人力、物力和财力 。

## 时代背景
1966年，以中共中央下达《五一六通知》为标志，文化大革命正式开始，建筑界也要“砸烂旧世界”、“建筑新世界”，建筑学会和《建筑学报》被指为“资产阶级反动学术权威，在党内为资产阶级代言，充当复辟资本主义的工具”。《建筑学报》于1966年停刊，建筑专家被指为“反动学术权威”和“党内走资派”，几无例外地受到了迫害，被批判下放到五七干校从事体力劳动。全国的设计单位、科研院所基本瘫痪，大专院校的建筑学科基本撤销、停止招生。建工部所属建筑科学研究院、给排水研究设计院、标准研究所、专业设计室等机关单位被撤销，资料、档案、图书、设备几乎损毁殆尽，建工部本身也在1967年被军事管制并在1970年被撤消，建工部所属的施工设计、科研院校等各单位中的38.2万人有29.1万人被下放。全国各地城市规划管理机构停摆，城市建设陷入混乱，建筑出版陷入沉寂，1967和1968年仅有四种书出版。
万岁馆即在此背景下集中在1968、1969年间建设，正值文革高潮，毛泽东崇拜空前，又适逢中共九大和建国二十周年，为了向毛泽东“表忠心”、让毛泽东思想“照耀万代”，全国各地争相举全市甚至全省之力精心设计、选材、施工，代表了该时期最高的建筑级别及最高的建筑水平 。

## 建筑特征
万岁馆的选址和主题会参考当地革命历史因地制宜，如长沙分别在第一师范内和清水塘中共湘区旧址旁修建两处；广州在农民运动讲习所旁修建；若革命旧址不在市区内，则将万岁馆建在城市中心广场正面，象征着“毛泽东思想统帅一切”，如南昌、杭州、贵阳等地，其中有的不惜拆毁原址古建筑，如成都拆除了市中心蜀王府旧址上明清古建筑群及明代城墙。
万岁馆建造时的正立面多绘有毛泽东头像（文革后多去除），作为文革建筑（不同于“文革时期建筑”）的代表，万岁馆普遍使用文革建筑标志性的形象明喻和数字暗喻（附会），建筑装饰之形象明喻如红太阳、向日葵、火炬、红旗等，分别寓意着的“毛主席是我们心中的红太阳”、“葵花朵朵向阳开”、“星星之火可以燎原”、“红旗漫卷西风”等，其中又属葵花和火炬使用频率最高；建筑设计及尺寸之数字暗喻如3、4、5、7、20、5.16、7.1、8.1、10.1、12.26等，分别寓意着三忠于或三面红旗或三个里程碑（马克思主义、列宁主义、毛泽东思想）、四无限或四个伟大、五个里程碑（韶山、井冈山、遵义、延安、北京）、七个里程碑（韶山、安源、井冈山、遵义、延安、西柏坡、北京）、建国二十周年、文革纪念日、建党纪念日、建军纪念日、建国纪念日、毛泽东生日。

## 实例简析

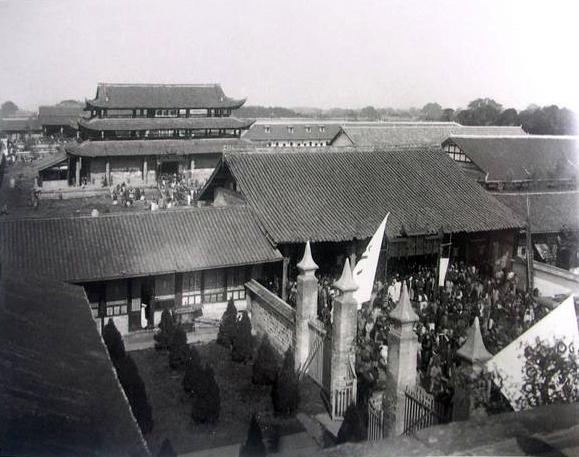
1911年蜀王府旧址

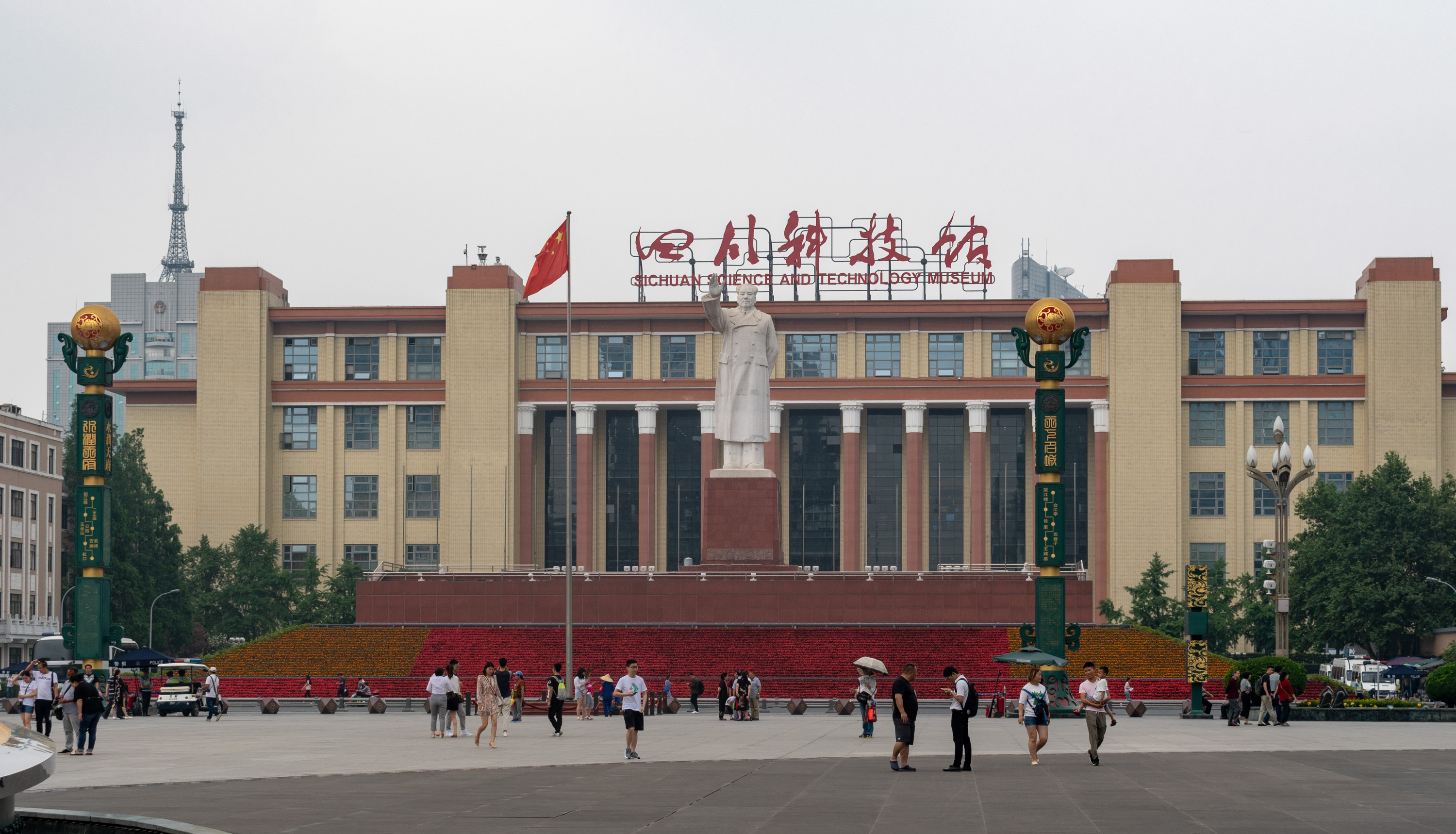
成都万岁馆

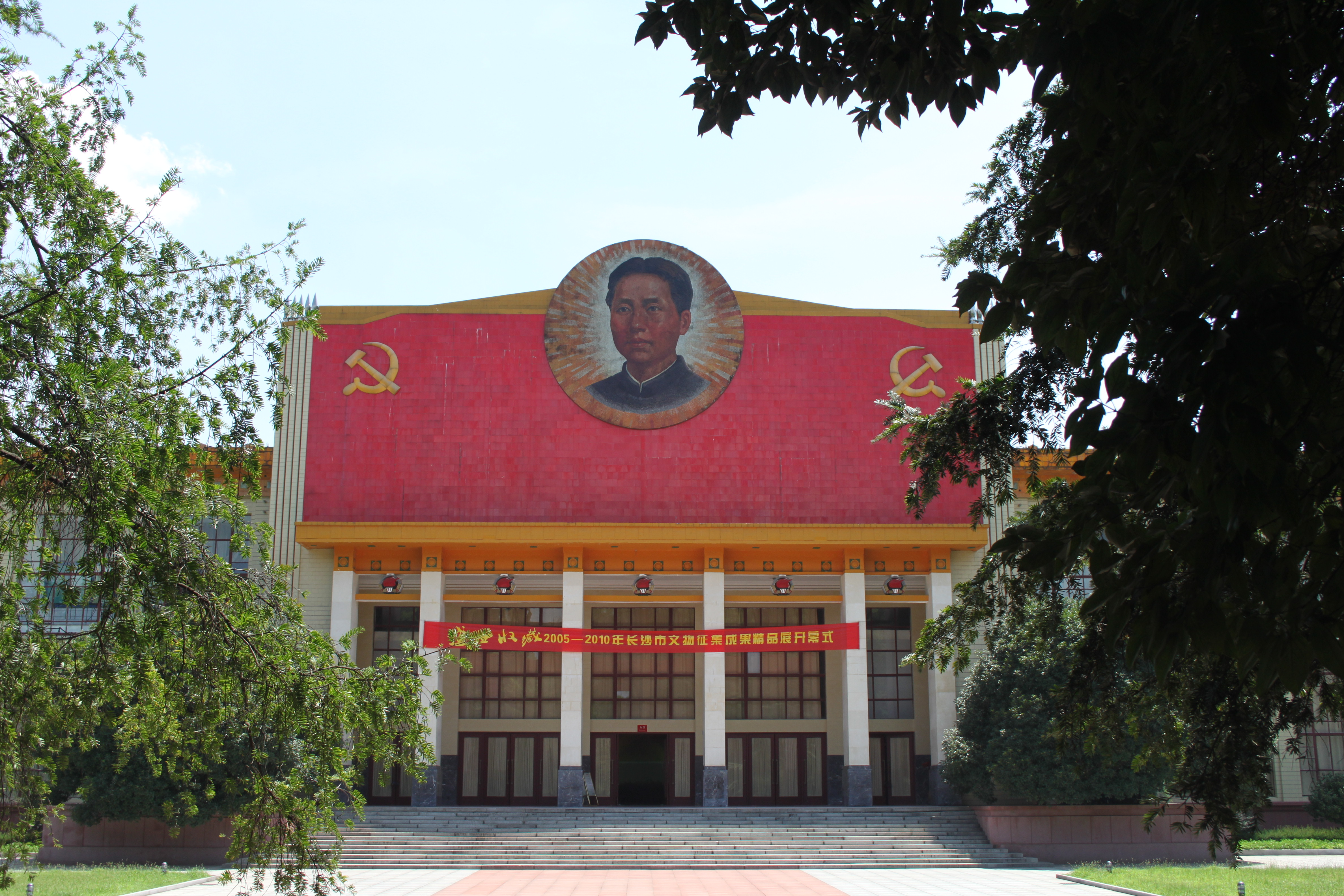
长沙万岁馆

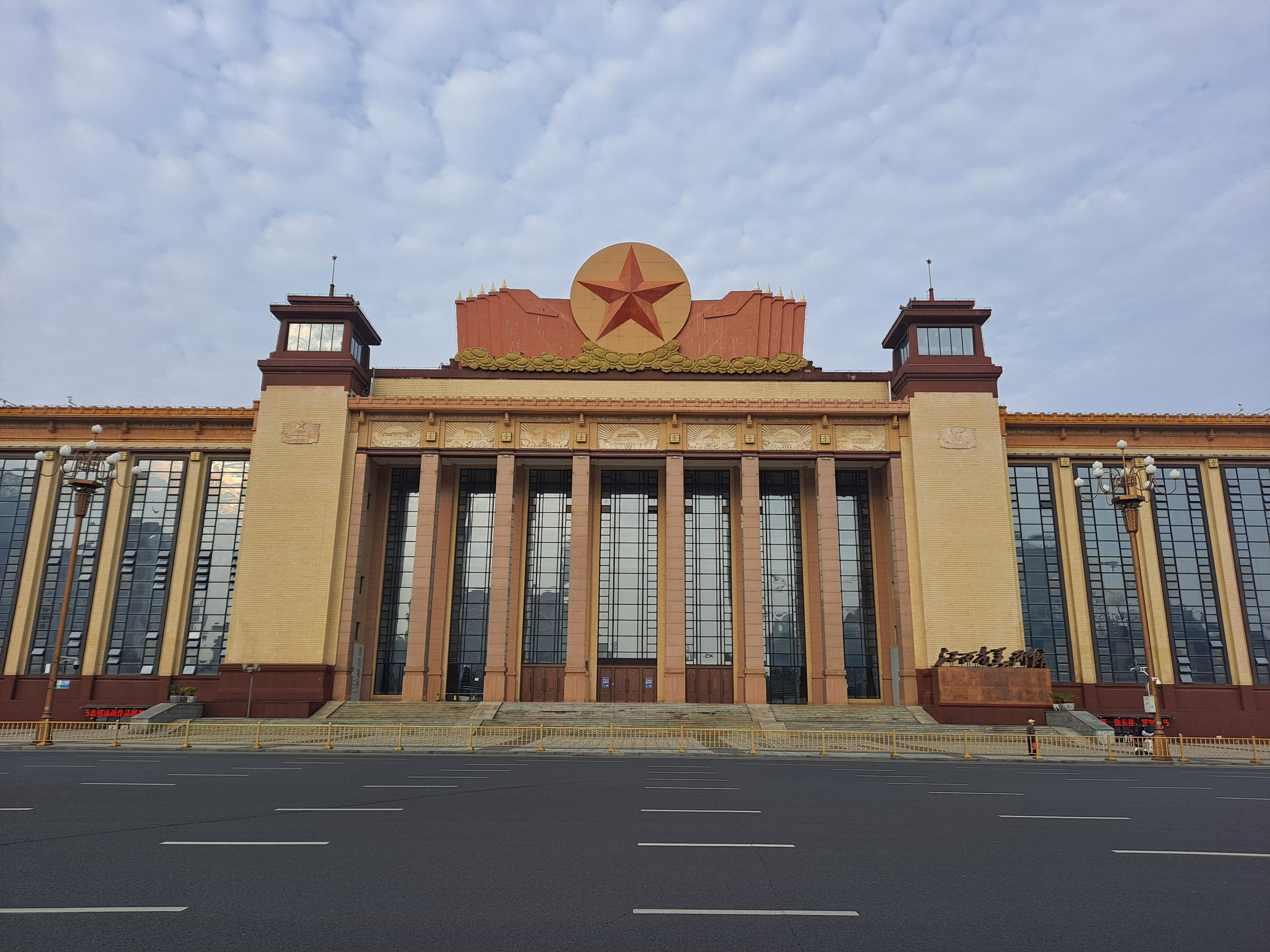
南昌万岁馆

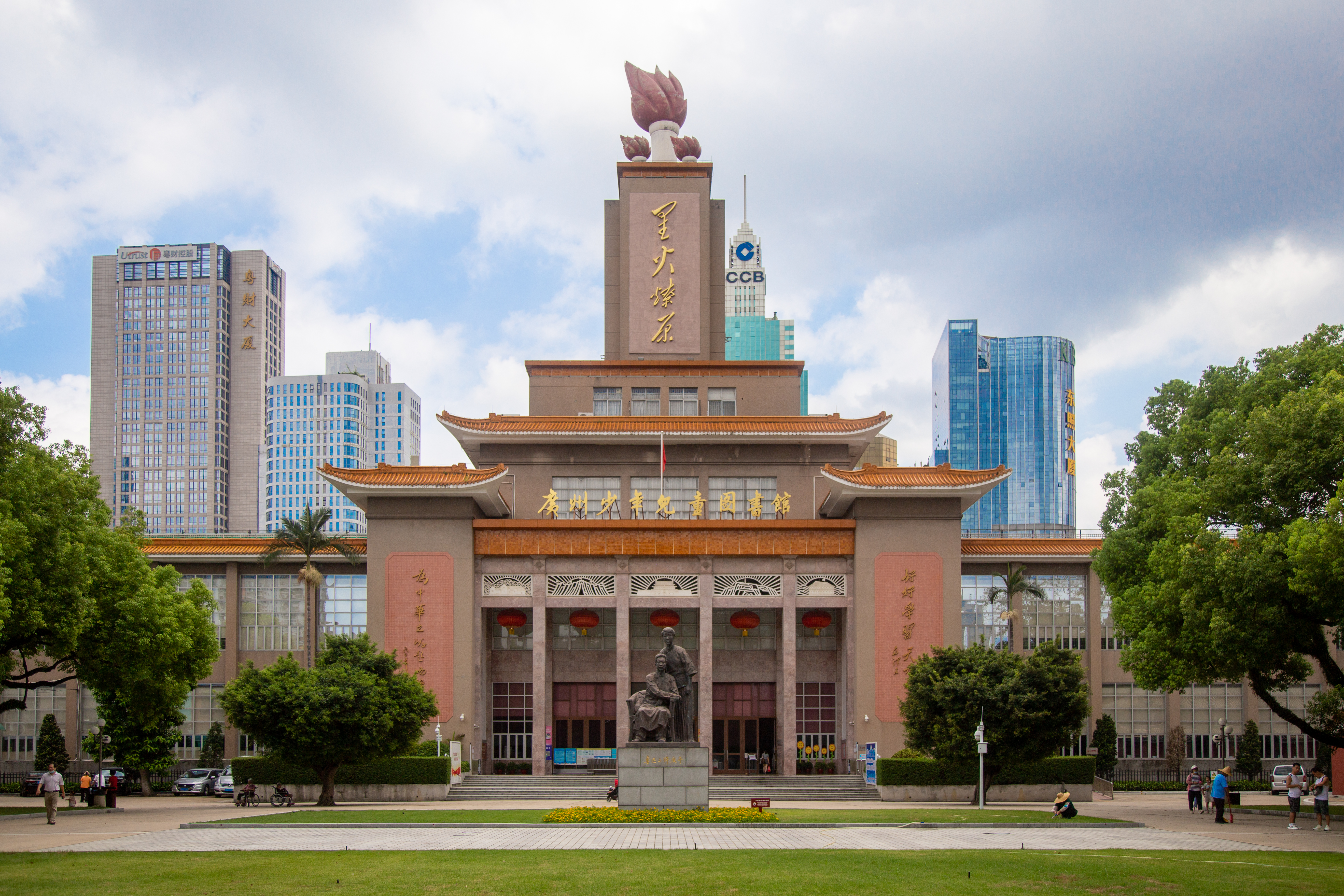
广州星火燎原馆

- 成都毛泽东思想胜利万岁展览馆，今作四川科技馆，在明蜀王府旧址上建造，当年不惜拆掉明代蜀王府城门、清代四川贡院明远楼、致公堂等古建5000多平方米，推倒明代城墙1500余米。该馆由西南建筑设计院设计，横向三段式正立面象征着三忠于；四根高于屋顶无柱头限制的方柱象征着四无限；柱廊的九根红色花岗岩柱和十开间象征着中共九大和《解放四川问题的十条意见》（即红十条）；检阅台的8.1米高、23级台阶象征着建军纪念日、《农村社会主义教育运动中目前提出的一些问题》（即二十三条）；馆前毛泽东雕像基座高7.1米、雕像高12.26米象征着建党纪念日、毛泽东生日；主馆、检阅台、毛泽东雕像与原有办公楼在平面上构成“忠”字，馆前毛泽东雕像位于“心”字底中间那点，象征着“向毛主席敬献忠心”。
- 毛主席创建中国共产党湘区委员会纪念馆，今作长沙党史馆，位于清水塘中共湘区旧址旁，于1969年1月开始动工，同年国庆前完工。该馆以中共党旗装饰正立面中段，正中镶圆形青年毛泽东头像，其头像属为数不多保留至今的实例，细部装饰上大量使用用了向日葵、五角星、梭标、火炬等符号，庭院中的路灯亦是梭标（农民起事武器）形状。
- 南昌毛泽东思想胜利万岁展览馆，今作江西省美术馆，位于八一广场旁，1969年4月定案，同年国庆前竣工。该馆仿人民大会堂式样，高台阶、高柱廊、左右对称，正立面四个方柱顶上的四座重檐四角亭象征着四个伟大；中段七开间柱廊上方装饰韶山、安源、井冈山、遵义、延安、西柏坡、北京七块“革命圣地”浮雕；门前20级台阶象征建国20周年；中段巨型雕塑有十面红旗和54朵葵花围绕中央圆形毛泽东像（后改五角星），象征54个民族（当时数字）心向毛泽东。
- 毛泽东同志主办农民运动讲习所旧址陈列馆，今作广州少年儿童图书馆，于1969年2月筹建，同年国庆节建成开放。该馆通高51.6米象征文革纪念日；展馆表现主题是“星星之火可以燎原”，塔楼的顶部为四个小火炬围绕一个中央大火炬（1990年代拆除，2015年复原），火炬符号亦广泛在其附属的路灯、大门和围栏上出现；正立面五开间柱廊上方饰以韶山、井冈山、北京、延安和遵义五块“革命圣地”镂雕。[2][4][6]

## 设计评价
万岁馆“形式大多很威严，但毫无创造性”，“与政治虚影同构”，特点为假大空（表里不一、体量巨大、内部空旷、内容空洞），一些城市的万岁馆更是直接微缩或截取人民大会堂。其大多规模宏大、符号鲜明且位置优越，由于其优质的材料及施工，很多经改建之后今作为展览馆、博物馆、图书馆、科技馆等使用。这类政治性建筑的功能转变证明了建筑的政治表现力十分有限和其政治意涵的可设定性，时移世易，原本设定的政治象征便不为人知。